# Основа (газета)
«Основа» — еженедельная газета Наро-Фоминского городского округа, издаваемая с 1920 года. Изначально называлась «Маяк».

## История
Газета «Маяк» впервые была издана в 1920 году. Она позиционировалась как еженедельная газета Наро-Фоминского уездного Исполкома и уездного Комитета Р.К.П. Редактором был М. Плисецкий. В 1926 году в Наро-Фоминске работал корреспондентский пункт и типография, в которых было занято 8 сотрудников. В 1929 году газета получила новое название — «Основа». «Основа» была еженедельной газетой рабочих и служащих Наро-Фоминской прядильно-ткацкой фабрики.
В 1930 году в подзаголовке газеты появилась надпись «орган Наро-Фоминского РК ВКП (б), РИКа и райпросвета». Редакция располагалась по адресу: город Наро-Фоминск, Подмосковный округ, д. 7. Газета печаталась в типографии издательства «Крестьянская газета», тираж газеты был 4000 экземпляров. В 1930 году обязанности редактора исполнял А. Кротов. В это время в газете печаталась информация о событиях, которые происходили сейчас в стране. Это культурная революция, индустриализация, коллективизация, работа над преодолением безграмотности. Часть публикаций была посвящена работе прядильно-ткацкой фабрики в Наро-Фоминске и работе Апрелевского завода грампластинок.
В газете были рубрики «Почтовый ящик», «Происшествия», «Хроника». В «Хронике» публиковалась информация о строительстве нового городского водопровода, освещалась электрификация города и района, размещалась информация про затраты, которые с этим связанные. Среди читателей газеты был объявлен конкурс на лучший заголовок. Были предложены названия «Двигатель народа», «Глас народа», «Станок и трактор», «Новый район». Редакция газеты просила, чтобы читатели прилагали записки, в которых бы объяснялось, почему было предложено то или иное название. В 1931 году газета стала называться «За большевистские темпы».
В 1934 году газета получила название «Сталинец» и это название сохранялось на протяжении 30 лет.
В 1936 году работала выездная редакция газеты.
С декабря 1941 года по январь 1942 года выпуск газеты прекратился, но после освобождения Наро-Фоминска от немецко-фашистских захватчиков газета вновь стала печататься. В период с 1942 по 1945 год редакцию возглавлял Николай Николаевич Поляков.
В протоколе заседания исполкома Наро-Фоминского горсовета, датированном 5 июня 1942 годом, содержится информация о недостаточной реализации районной газеты.
Н. Н. Поляков возглавлял газету до марта 1945 года. Есть сведения, что в 1950-е годы он вновь работал в редакции.
Константин Иванович Сидорочев был направлен в редакцию газеты сектором печати МК ВКП (б) 30 сентября 1943 года и работал ответственным секретарем. С 8 марта 1945 года он исполнял обязанности ответственного редактора. Был утвержден ответственным редактором газеты «Сталинец» 27 сентября 1945 года и работал до апреля 1953 года. В 1962 году вновь работал в редакции на должности ответственного секретаря несколько месяцев.
В акте от 23 апреля 1946 года сказано о вручении медали «За доблестный труд в Великой Отечественной войне 1941—1945 годов» сотрудникам типографии и редакции газеты «Сталинец».
По состоянию на 2006 год тираж «Основы» — 10300 экземпляров, в 2021 году тираж составляет 14000 экземпляров.
Главным редактором до 2023 года была Эльвира Морсикаева.
В 2023 году газета вошла в состав ГАУ МО Издательский дом "Подмосковье". Главным редактором издания стал Илья Попов.